# Jàwhar as-Siqil·lí
Jàwhar ibn Abd-Al·lah, conegut com a Jàwhar as-Siqil·lí, literalment Jàwhar el Sicilià, però també pels epítets as-Saqlabí, ‘l'Eslau’ o ‘l'Esclau’, ar-Rumí, ‘el Grec’ o ‘el Cristià’, al-Kàtib, ‘el Secretari’, o al-Qàïd, ‘l'Alcaid’ o ‘el General’ (àrab: جوهر بن عبد الله الصقلي الصقلبي الرومي الكاتب القائد, Jawhar ibn ʿAbd Allāh aṣ-Ṣiqillī aṣ-Ṣaqlabī ar-Rūmī al-Kātib al-Qāʾid) (vers 900/910 - 28 de gener de 992) fou un general musulmà, un dels fundadors del poder fatimita al Maghrib i Egipte. Era fill d'un esclau i ell mateix fou esclau alliberat pel seu amo fatimita. De jove va ocupar càrrecs menors.
El 958 fou nomenat general de l'expedició per dominar Àfrica del Nord i va fer una gran campanya. Va derrotar un exèrcit dels amazics zenates (amb suport omeia i dirigit pel governador de Tahert i Ifkan Yala ibn Muhammad al-Ifraní) prop de Tahert, i va vèncer i matar el general enemic; es va dirigir llavors cap al sud-oest i va envair el principat de Sigilmasa on el príncep local Muhammad ibn al-Fath ibn Maymun ibn Midrar va fugir. Poc després el darrer príncep midrarita va ser capturar i executat. Va passar un any a Sigilmasa i a finals del 960 es va dirigir al nord cap a Fes, que va conquerir i el governador omeia Ahmad ibn Ani Bakr al-Djudhami fou fet presoner i va morir empresonat. Això va deixar tot el Maghrib menys l'extrem nord del Marroc (amb Tànger i Ceuta) en mans dels fatimites. L'idríssida al-Hasan ibn Djannun que encara governava un petit territori a l'entorn d'al-Basra (com a vassall omeia) es va sotmetre. El 961 va retornar a Kairuan victoriós amb presoners i molt de botí. Tot i les seves nombroses victòries no va poder arribar a consolidar el domini fatimita, sobretot perquè només disposava de 20000 homes i els amazics i omeies de Còrdova eren molt superiors en nombre. Entre 961 i 968 no apareix esmentat.
El 968 fou triat per dirigir l'exèrcit que havia de conquerir Egipte i va sortir de Kairuan el febrer del 969; en quatre mesos es va apoderar del país mercès a un tractat hàbilment preparat amb el visir dels ikhxídides; va triomfar a al-Djiza (30 de juny) i va entrar a al-Fustat (1 de juliol). En una declaració llegida en públic es va guanyar la confiança dels egipcis, consolidada amb el nomenament com a visir de Djafar Ibn al-Furat. El general per precaució va passar la primera nit al seu campament al nord de la ciutat i l'endemà va iniciar la construcció d'una nova ciutat, al-Kahira (el Caire) on el 4 d'abril del 970 va fundar la famosa mesquita d'al-Azhar. Durant més de quatre anys va ser l'únic governant d'Egipte (que va estabilitzar política i econòmicament) fins que el califa fatimita va fer entrada la nova capital el 7 d'octubre del 974. En el seu govern cal destacar els atacs càrmates, que el setembre del 969 van fer presoner a Damasc al seu lloctinent Djafar ibn Falah que havia estat enviat a ocupar Palestina i Síria, i als que va rebutjar al nord del Caire el 22 de desembre del 970 i altre cop en atacs el 971/972 i finalment en el darrer atac el 974; també va enviar tropes a Núbia i el 976 va sotmetre Hedjaz i va fer llegir la khutba a la Meca i Medina en nom del califa fatimita.
És esmentat per darrer cop el 978 quan va perdre els seus càrrecs i es va dedicar a les obres de caritat. Va morir el 28 de gener del 992. El seu fill Husayn ibn Djafar fou també general en temps del califa fatimita Al-Hàkim bi-amr-Al·lah (996–1021) i va morir en una conspiració frustrada contra aquest califa.